# Geodercodes
Geodercodes är ett släkte av skalbaggar. Geodercodes ingår i familjen vivlar.
Kladogram enligt Catalogue of Life:
| Geodercodes | \| \| Geodercodes hispidus \| \| \| \| \| \| Geodercodes latipennis \| \| \| \| |
|             | \| \| Geodercodes hispidus \| \| \| \| \| \| Geodercodes latipennis \| \| \| \| |
|             | Geodercodes hispidus                                                            |
|             |                                                                                 |
|             | Geodercodes latipennis                                                          |
|             |                                                                                 |